# Ateneu Artístico Vilafranquense
O Ateneu Artístico Vilafranquense é uma colectividade localizada em Vila Franca de Xira. Tem secções tão variadas como a Banda de Música, Escola de Música, Coros, Teatro, Escola de Ballet, Danças de Salão, Taekwondo.
Recebeu a Medalha de Mérito Cultural em 1999.

## Percurso
No início era a "Fanfarra 1° de Maio", cuja fundação data de 1 de Maio de 1891. A primeira apresentação ao público Vilafranquense foi no ano seguinte, com 16 executantes. Em 1894 já eram 27 os executantes. Em 1906 a Colectividade passa a designa-se "Grémio Popular Vilafranquense", usando ao mesmo tempo o nome de "Fanfarra 1° de Maio de 1891 ". De 1908 a 1914 tem a designação de Centro Cultural. Em 1916 a Fanfarra dá lugar a uma Banda de Música passando a Colectividade a usar o nome de "Grémio Artístico Vilafranquense". Por determinação do decreto-lei n.º 29232, art. 11 de 8 de Dezembro de 1939 a sua designação passa a ser Ateneu Artístico Vilafranquense.
Nos anos 50 e 60 muitas foram levadas a cabo várias iniciativas deignas de registo mas só a partir dos anos 70 é que se verificou um maior salto qualitativo. Inicialmente com a criação de várias secções e depois pelo maior apoio recebido das autarquias.
Em 1993 o Ateneu é reconhecido como Instituição de Utilidade Pública nos termos do decreto-lei n.º 460/77 de 7 de Novembro com publicação no Diário da República III Série, n. ° 265. O Governo português distingue em 24 de Abril de 1999 o Ateneu com a medalha de mérito cultural ao abrigo do decreto-lei n.º 123/84 de 13 de Abril. A Colectividade foi distinguida pela Câmara Municipal de Vila Franca de Xira com a medalha de mérito, Prata e Ouro. Pela Federação Portuguesa de Colectividades de Cultura e Recreio com a medalha de ouro "Instrução e Arte e Mérito Associativo" e ainda pela Junta de Freguesia de Vila Franca de Xira com a distinção da placa de prata e diploma de "Mérito Cultural".

## Actualidade
O Ateneu Artístico Vilafranquense mantém em actividade cerca de 400 elementos sobretudo jovens, nas várias secções.